# Braziliaanse boommuis
De Braziliaanse boommuis (Rhagomys rufescens)  is een zoogdier uit de familie van de Cricetidae. De wetenschappelijke naam van de soort werd voor het eerst geldig gepubliceerd door Thomas in 1886.

## Voorkomen
De soort komt voor in Brazilië.